# Símbolos monetários
Símbolos monetários são sinais usados para representação de moeda, e variam de um país para o outro. Podem ser simples (um só caractere) ou compostos (dois ou mais caracteres).
Em 2009, a Índia lançou um concurso público para substituir a conectividade que compartilhava com os países vizinhos. Ela finalizou seu novo símbolo monetário, ₹ (₹) em 15 de julho de 2010. É uma mistura do alfabeto latino R com a letra Devanagari 'र' (ra).

## Lista de símbolos monetários simples
| Símbolo | Moeda                                |
| ------- | ------------------------------------ |
| $       | Escudo cabo-verdiano, peso argentino |
| €       | Euro                                 |
| ¥       | Iene japonês, renmibi chinês         |
| £       | Libra esterlina                      |
| ₩       | Won sul-coreano                      |
| ₪       | Novo shekel israelense               |
| ₤       | Lira Turca                           |
| Q       | Quetzal guatemalteca                 |
| L       | Lempira hondurenha                   |
| ₡       | Colón costa-riquenho/salvadorenho    |
| ₦       | Naira nigeriana                      |
| ₲       | Guaraní paraguaio                    |
| Ø       | Libra Argentina                      |

## Lista de símbolos monetários compostos
| Símbolo | Moeda                    |
| ------- | ------------------------ |
| R$      | Real brasileiro          |
| Mex$    | Peso mexicano            |
| $MN     | Peso cubano              |
| Kč      | Coroa checa              |
| US$     | Dólar dos Estados Unidos |
| C$      | Dólar do Canadá          |
| NZ$     | Dólar da Nova Zelândia   |
| A$      | Dólar da Austrália       |
| HK$     | Dólar de Hong Kong       |
| Bs      | Bolívar venezuelano      |
| Rp      | Rupia                    |
| CFA     | Franco CFA               |
| Fr      | Franco suíço             |
| Kz      | Kwanza                   |
| kr      | Coroa sueca              |
| zł      | Złoty                    |
| Ft      | Florim húngaro           |
| COP     | Peso Colombiano          |
| S/.     | Sol Peruano              |

## Lista das principais moedas antigas
| Símbolo | Moeda                                                                                 |
| ------- | ------------------------------------------------------------------------------------- |
| 'AZB    | Amzonbia -A 7ª moeda corrente do mundo, usada pelos árabes nos séculos XI a.C e X a.C |